# Leptodactylus silvanimbus
Leptodactylus silvanimbus är en groddjursart som beskrevs av McCranie, Wilson och Louis Porras 1980. Leptodactylus silvanimbus ingår i släktet Leptodactylus och familjen tandpaddor. IUCN kategoriserar arten globalt som akut hotad. Inga underarter finns listade i Catalogue of Life.